# Oberhof
Oberhof là một đô thị thuộc Schmalkalden-Meiningen trong bang Thüringen, nước Đức. Đô thị này có diện tích 23,47 km², dân số thời điểm 31 tháng 12 năm 2006 là 1673 người. Đây là một trung tâm thể thao mùa đông và nghỉ dưỡng.

## Đô thị kết nghĩa
- Winterberg, Đức
- Bad Neustadt an der Saale, Đức
- Lillehammer, Na Uy